# كأس ماليزيا 2014
كأس ماليزيا 2014 هو موسم من كأس الاتحاد الماليزي. كان عدد الأندية المشاركة فيه 30، وفاز فيه نادي بهانغ ‏.